# Horikoshi Gakuen
Horikoshi Gakuen (堀越高等学校 (Quật Việt Cao Đẳng Học Hiệu)/ ほりこしこうとうがっこう Horikoshi Kōtō Gakkō) hay còn gọi tắt là Horikoshi là một trường trường trung học tư nhân danh tiếng được thành lập từ năm 1923 tại khu trung tâm Nakano, Tokyo, Nhật Bản thuộc quyền quản lý của Tập đoàn Trường học Horikoshigakuen. Trường nổi tiếng với các khóa học dành cho người nổi tiếng hoạt động trong ngành giải trí Nhật Bản (TRAIT) và các vận động viên không có điều kiện đi học toàn thời gian và nhiều cựu học sinh thành công.

## Cựu học sinh
| Aragaki Yui        | 2007   | Diễn viên, người mẫu, ca sĩ                                              |
| Chinen Yūri        | 2012   | Thành viên nhóm Hey! Say! JUMP                                           |
| Fukuda Saki        |        | Diễn viên, ca sĩ                                                         |
| Hamasaki Ayumi     | Bỏ học | Ca sĩ J-pop                                                              |
| Hamabe Minami      | 2019   | Diễn viên                                                                |
| Ikegami Kimiko     |        | Diên viên người Mỹ gốc Nhật                                              |
| Kashino Yuka       |        | Thần tượng, ca sĩ và vũ công (thành viên của nhóm nhạc J-pop nữ Perfume) |
| Kawakita Mayuko    | 2011   | Người mẫu, diễn viên người Mỹ gốc Nhật                                   |
| Kobayashi Ryoko    | 2008   | Diễn viên                                                                |
| Kurokawa Tomoka    | 2008   | Diễn viên                                                                |
| Kutsuna Shiori     | 2011   | Thần tượng, diễn viên người Úc gốc Nhật                                  |
| Matsu Takako       |        | Diễn viên, ca sĩ kiêm sáng tác nhạc                                      |
| Matsuda Seiko      | 1980   | Ca sĩ J-pop                                                              |
| Matsumoto Jun      | 2002   | Thành viên nhóm Arashi                                                   |
| Miura Haruma       | 2009   | Diễn viên, ca sĩ                                                         |
| Moriguchi Hiroko   |        | Ca sĩ J-pop, tarento                                                     |
| Morimoto Shintaro  | 2016   | Thành viên nhóm SixTONES                                                 |
| Moritaka Chisato   | 1987   | Ca sĩ kiêm sáng tác nhạc                                                 |
| Nakajima Yūto      | 2012   | Thành viên nhóm Hey! Say! JUMP                                           |
| Narumi Riko        | 2011   | Diễn viên, người mẫu                                                     |
| Oginome Yōko       |        | Ca sĩ kiêm sáng tác nhạc                                                 |
| Ogoe Yuuki         | 2013   | Diễn viên, người mẫu                                                     |
| Renbutsu Misako    |        | Diễn viên                                                                |
| Takabe Ai          | 2007   | Cựu diễn viên, diễn viên lồng tiếng                                      |
| Tochihara Rakuto   | 2008   | Diễn viên, doanh nhân                                                    |
| Yagira Yuya        |        | Diễn viên                                                                |
| Yamada Ryosuke     | 2012   | Thành viên nhóm Hey! Say! JUMP                                           |
| Yamashita Tomohisa | 2004   | Cựu thành viên nhóm NEWS                                                 |
| Yaotome Hikaru     | 2009   | Thành viên nhóm Hey! Say! JUMP                                           |
| Kamiki Ryunosuke   | 2009   | Diễn viên, diễn viên lồng tiếng                                          |
| Nagasawa Masami    |        | Diễn viên                                                                |
| Yamaguchi Sayaka   |        | Diễn viên                                                                |
| Shindou Amane      | 2023   | Diễn viên lồng tiếng, thành viên ban nhạc Morfonica                      |